# These Glamour Girls
These Glamour Girls is een film uit 1939 onder regie van S. Sylvan Simon. Destijds werd de film in Nederland uitgebracht onder de titel Meisjes met ideeën. De film heeft Lana Turner in een van haar eerste hoofdrollen. Voor haar vertolking van een boerenmeid, kreeg ze veel lof van critici.

## Plot
Een groep tienermeiden bereiden zich voor op het opkomende feest van de prestigieuze Kingsford College. In het weekend voor het feest bezoeken student Philip S. Griswold, zoon van een rijke makelaar, en zijn vrienden Homer Ten Eyck en Greg Smith New York. Hier wordt Phil dronken en nodigt de minder rijke Jane Thomas uit met hem mee te gaan. Later krijgt hij daar spijt van, wanneer ze hem vergezelt en zijn vriendin Carol Christy ontmoet. Jane voelt zich verraden en wil onmiddellijk vertrekken. Ze wordt echter tegengehouden door student Blimpy, die denkt dat zij een rijke socialiste is.
Blimpy vraagt haar om zijn date te zijn, maar dumpt Jane wanneer hij erachter komt dat ze een simpele boerenmeid uit Texas is. Net op het moment dat ze wil vertrekken, overtuigt Phil haar ervan te blijven. Ze gaat met hem naar het feest, terwijl Carol als date van de arme Joe naar het bal gaat. Daar vertrouwt Carol Joe toe dat ze enkel met Phil omgaat voor zijn geld. Ondertussen biecht Phil aan Joe op dat hij niet gelukkig is en niet weet wat hij wil doen in zijn toekomst.
De volgende dacht zet de gemene studente Daphne Graves Phil en Carol onder druk met elkaar te verloven. Jane en Joe zijn verontwaardigd en vertrekken. Ondertussen wil buitenbeentje Betty Ainsbrudge dolgraag populair worden en doet een huwelijksaanzoek bij Homer. Homer, die op dat moment dronken is, accepteert haar aanbod. Wanneer de ceremonie echter plaatsvindt, wordt hij weer sober en dumpt haar. Betty pleegt nog dezelfde dag zelfmoord door met haar auto op de treinrails te rijden. Niet veel later wordt Phils vader ontmaskerd als fraudeur en verliest al zijn geld. Carol dumpt hem als ze hierachter komt. Phil wordt op dat moment herenigd met Jane en verklaart haar de liefde.

## Rolbezetting
| Acteur           | Personage                     |
| ---------------- | ----------------------------- |
| Lew Ayres        | Philip S. 'Phil' Griswold III |
| Lana Turner      | Jane Thomas                   |
| Tom Brown        | Homer Ten Eyck                |
| Richard Carlson  | Joe                           |
| Jane Bryan       | Carol Christy                 |
| Anita Louise     | Daphne 'Daph' Graves          |
| Marsha Hunt      | Betty Ainsbridge              |
| Ann Rutherford   | Mary Rose Wilston             |
| Mary Beth Hughes | Ann Van Reichton              |